# Meskó Zoltán (politikus)
Felsőkubini Meskó Zoltán (Baja, 1883. március 12. – Nagybaracska, 1959. június 10.) magyar katona, politikus, az első magyar nyilaskeresztes párt, a Magyar Nemzeti Szocialista Földműves- és Munkáspárt (MNSZFMP) megalapítója.

## Élete, munkássága
A köznemesi származású felsőkubini Meskó család sarja. Édesapja, felsőkubini Meskó László, édesanyja Debnárik Etelka (1845–1909), Anyai nagyszülei Debnárik Ignác és Domsits Julianna voltak.
A Mährisch-Weisskirchen-i császári és királyi katonai főreáliskolában végezte középfokú, majd Bécsben a Katonai Műszaki Akadémián (Technische Militärakademie) felsőfokú tanulmányait. 1904-ben hadnaggyá avatták. Az első világháború alatt az olasz fronton szolgált. 1917-ben hazajött, majd országgyűlési képviselő lett az Függetlenségi és Negyvennyolcas Párt színeiben. 1918-ban a kommunisták elől Szerbiába menekült, később Szegedre ment, ahol részt vett a Nemzeti Hadsereg megszervezésében. A Friedrich-kormányban földművelésügyi államtitkár volt. Aktív politikai életet folytatott. Az ő nevéhez fűződik a Névmagyarosító Társaság megszervezése.
1932-ben megalapította a Magyar Nemzeti Szocialista Földműves- és Munkáspártot, amely Magyarországon elsőként alkalmazta a nyilaskeresztet és a zöld inget jelvényéül. 1933-ban lemondott pártjának vezetéséről, de a második világháború alatt ő szerkesztette a Nemzet Szava című hetilapot. A háborúba lépés ellen tiltakozott, majd később a német megszállás ellen is. Budapest ostromakor nem menekült el, a város elfoglalása után a szovjetek letartóztatták. 1945 januárjában a budapesti népbíróság első fokon 5 évre, másodfokon életfogytiglani börtönre ítélte a Nyilaskeresztes Párt megalapításáért, és azért, hogy országgyűlési képviselőként nem akadályozta meg Magyarország belépését a háborúba. 1956-ban amnesztiával szabadult. Börtönbüntetése idején egy ideig Kádár Jánossal volt egy cellában. 1957-ben újra letartóztatták, de 1959. május 31-én, Kádár külön engedélyével szabadult. Szabadságát azonban nem élvezhette sokáig; alig tíz nappal a börtön elhagyása után meghalt.

## Házassága és gyermekei
Feleségül vette Drescher Margit (1887–1971) kisasszonyt. A házasságból született:
- Meskó Lajos piarista, az újmisés
- Meskó Béla medicus
- Meskó Imre VIII. gimnáziumi tanár